# 메겐
메겐(독일어: Meggen)은 스위스 루체른주의 루체른구에 있는 시정촌이다.

## 역사
메겐은 1226년에 Meken으로 처음 언급되었지만, 1160년경 악타 무렌시아(Acta Murensia)에서 이전 문서의 14세기 사본이 언급된다.

## 지리

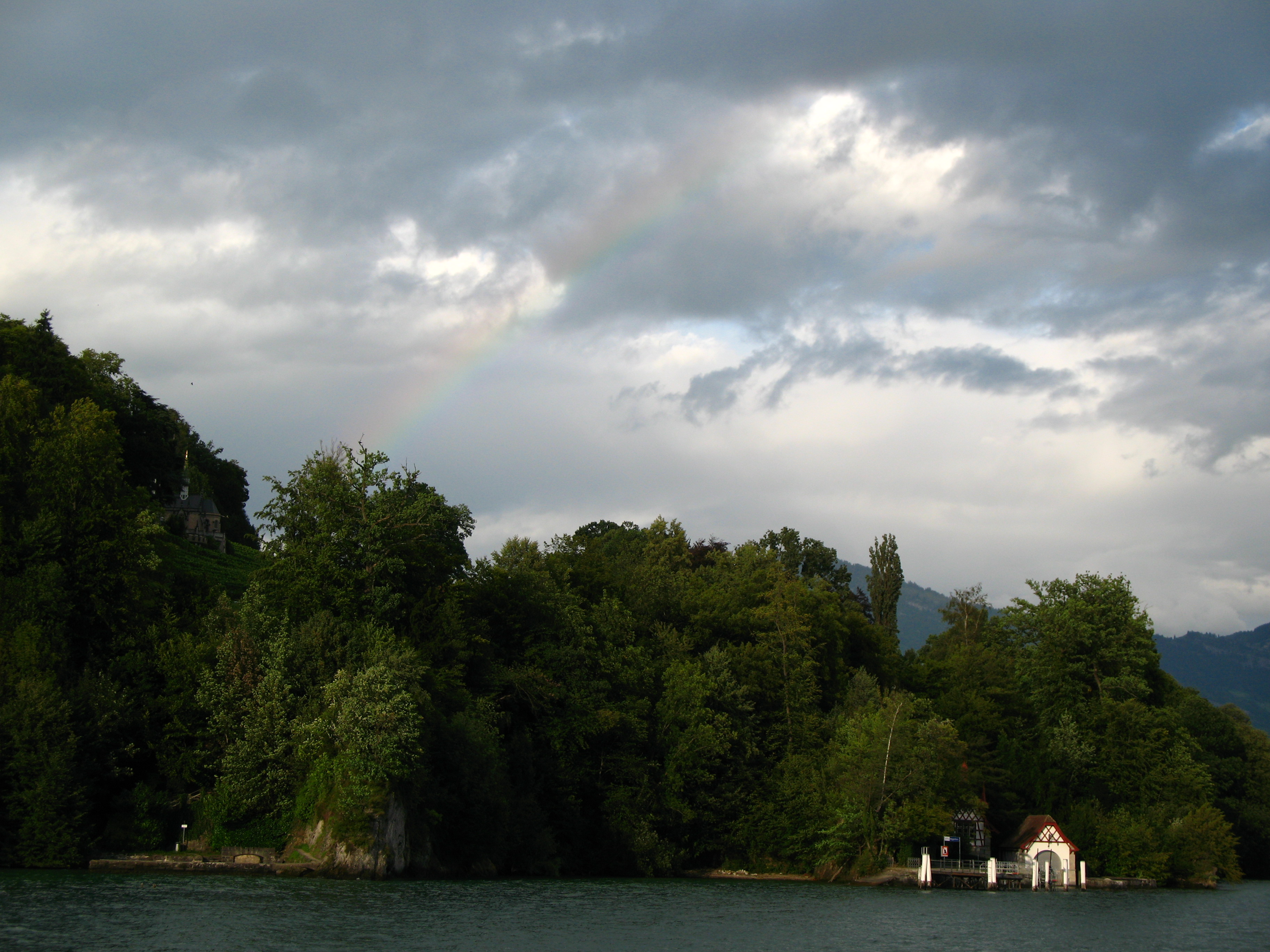
메겐과 메겐스호른산

메겐의 면적은 7.3k㎡이다. 이 지역의 47.6%는 농업용으로 사용되며 23.7%는 산림이다. 나머지 토지 중 28.5%는 정착지(건물 또는 도로)이고 나머지(0.3%)는 비생산적(강, 빙하 또는 산)이다. 1997년 토지조사에서 전체 토지의 23.69%가 산림이었다. 농경지 중 41.6%는 경작이나 목초지에 사용되며 6.06%는 과수원이나 덩굴 작물에 사용된다. 정착지 중 20.25%는 건물, 0.41%는 산업, 0.69%는 특별 개발, 1.79%는 공원 또는 녹지, 5.37%는 교통 기반 시설로 덮여 있다. 비생산적인 지역 중 0.14%는 기타 비생산적인 토지이다.
시정촌은 루체른 호수의 퀴스나흐트 하구에 위치하고 있다. 1897년에는 고트하르트 철도의 종점이 되었다.

## 인구통계
2020년 12월 31일 기준, 메겐의 인구는 7,562명이다. 2007년 기준으로 전체 인구의 10.6%가 외국인이다. 지난 10년 동안 인구는 10.4%의 비율로 증가했다. 2000년 기준, 대부분의 인구는 독일어(93.3%)를 사용하며, 영어는 두 번째로 많이 사용(1.6%)하고, 이탈리아어는 세 번째(1.0%)로 사용한다.
2007년 선거에서 가장 인기 있는 정당은 33.1%의 득표율을 기록한 FDP였다. 다음으로 가장 인기 있는 세 정당은 SVP (24.8%), CVP (21.8%) 및 SPS (10.3%)였다.
메겐의 연령 분포는 다음과 같다. 1,300명(인구의 20.1%)이 0-19세이다. 1,304명(20.1%)이 20-39세이고, 2,561명(39.6%)이 40-64세이다. 노인 인구 분포는 935명 또는 14.4%가 65-79세, 312 또는 4.8%가 80-89세, 61명 또는 인구의 0.9%가 90세 이상이다.
메겐에서는 인구의 약 86.3%(25-64세)가 필수가 아닌 고등 교육 또는 추가 고등 교육(대학 또는 응용학문대학)을 완료했다.
2000년 현재 2,479가구 중 752가구(약 30.3%)가 1인 가구이다. 136(약 5.5%)은 5인 이상의 대가족이다. 2000년 기준으로 시정촌에는 1,149개의 주거용 건물이 있으며, 그중 974개는 주택으로만 건축되었으며 175개는 주상 복합 건물이었다. 자치단체에는 단독주택 643채, 다가구주택 118채, 다가구주택 213채가 있었다. 대부분의 주택은 2층(473) 또는 3층(337)층 구조였다. 단층 건물은 67채, 4층 이상 건물은 97채에 불과했다.
메겐의 실업률은 1.4%이다. 2005년 기준으로 1차 경제 부문에 153명이 고용되어 있고, 이 부문에 약 37개 기업이 참여하고 있다. 199명이 2차 부문에 고용되어 있고, 이 부문에 40개의 기업이 있다. 1,219명이 3차 부문에 고용되어 있으며, 이 부문에는 238개의 기업이 있다. 2000년 기준으로 자치단체 인구의 50.9%가 어느 정도 고용되었다. 같은 기간 여성은 전체 노동력의 43.6%를 차지했다.
2000년 인구 조사에서 메겐의 종교 회원은 다음과 같았다. 로마 가톨릭 신자는 3,841명(64.8%), 개신교는 1,203명(20.3%), 기타 기독교 신자는 51명(0.86%)이다. 유대인 3명(인구의 0.05%), 이슬람교는 32명(인구의 0.54%)이다. 나머지 중 다른 종교에 속한 개인은 29명(0.49%), 조직화된 종교에 속하지 않은 사람이 598명(10.1%), 응답하지 않은 사람이 166명(2.8%)이었다.
역사적 인구는 다음 표에 나와 있다.
| year       | population |
| ---------- | ---------- |
| about 1465 | c. 160     |
| about 1695 | c. 460     |
| 1798       | 585        |
| 1850       | 874        |
| 1900       | 1,130      |
| 1950       | 2,165      |
| 2000       | 5,923      |

## 교통

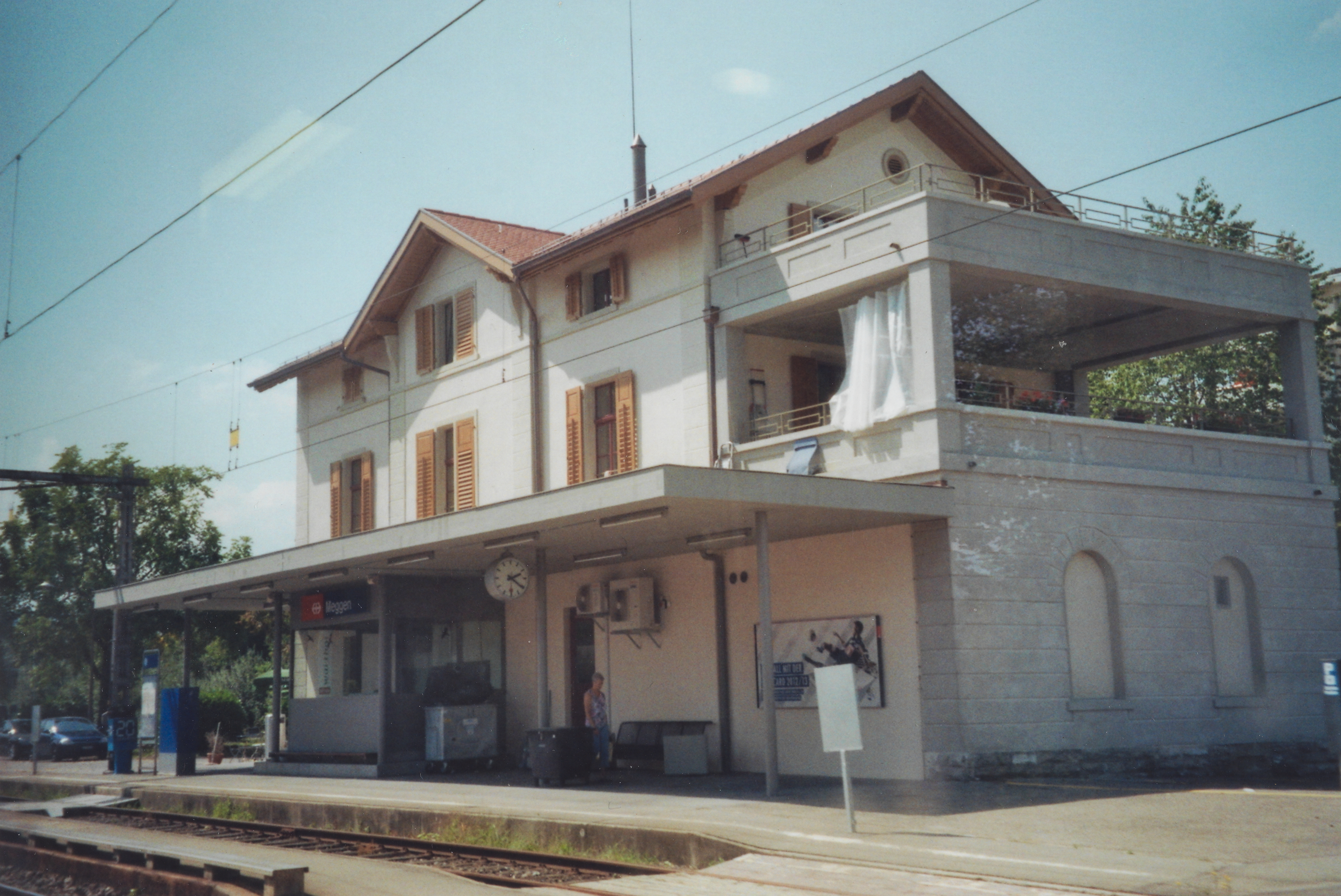
메겐역

지자체에는 메겐역과 메겐 첸트룸역이라는 두 개의 기차역이 있다. 둘 다 루체른-이멘제선에 있다.